# 勝利の朝 (漫画)
『勝利の朝』（しょうりのあさ）は、塀内夏子による日本の漫画作品。週刊ヤングサンデー（小学館）1992年18号から22号にかけて連載された。

## 概要
冤罪事件を題材とした作品で、1988年11月16日に東京都足立区で発生した綾瀬母子殺人事件と、その後の取調べで警察から自白を強要され被疑者として逮捕された少年たちが少年審判で無実と証明されるまでの経緯をモデルとしている。同事件をあつかったルポルタージュ『ぼくたちやってない』を参考文献に、弁護士の吉峰康博、木下淳博、須納頼学を監修に迎えている。
作者の塀内は冤罪事件を作品の題材として取り上げた理由について「人間ドラマとして興味深い作品が出来る」「綾瀬での事件を知り、この題材なら若者に関心を持ってもらえる」と考え、事件に関する資料調査や誤認逮捕された少年たちや担当弁護士に取材を行った。作品内で扱われている殺人事件については大幅な脚色が成されているが、警察官による強引な取調べ、少年たちが自白に追い込まれていくまでの心理描写、周囲の協力により無実となるまでの経緯は事実に基づいた形で描かれている。単行本の刊行に際して外伝『テープは語る』も収録された。
新聞メディアでは高い評価は得たものの単行本の売り上げは芳しくなく、長い間絶版となっていたが、2011年に18年ぶりに文庫版として復刊された。

## ストーリー
1988年、埼玉県○×市の市営団地で老女が殺害されたうえ現金3万円が奪われる事件が発生する。4か月後、犯人として当時中学を卒業したばかりの森下祐二ら15歳の少年3人が逮捕され、少年鑑別所に送致される。事件についての不審点に着目する弁護士の吉池康之は、主犯格の森下と面会した際、無実の者が罪を背負う必要はないと説き、彼に真実を話すように問いかける。吉池の問いかけに対して森下は容疑を否認し、警察から自白を強要されたことを明らかにする。
少年たちのために新たに弁護団が結成され、無実を勝ち取るため、真実を証明するための戦いが始まる。

## 登場人物
森下 祐二（もりした ゆうじ）
本作の主人公。中学時代は陸上競技部に所属し俊足で鳴らしていたが、不登校気味になる。中学卒業後はガソリンスタンドに勤務し、小学校の頃からの友人の田島光夫、金子隆と行動を共にしている。市営団地で発生した殺人事件の主犯格と見なされ、警察の取り調べにより自白を強要される。
田島 光夫（たじま みつお）
森下の友人。中学卒業後は配送業の助手をしていた。事件後、野次馬として現場に居合わせただけだったが、警察により森下の従属的役割を担ったと見なされ自白を強要される。
金子 隆（かねこ たかし）
森下の友人。中学卒業後は塗装工の見習いをしていた。事件当時、同僚と仕事場にいてアリバイがあったが、森下とともに犯行におよんだと見なされ、警察に自白を強要される。
吉池 康之 （よしいけ やすゆき）
吉池法律事務所の所長。森下、田島、金子の3人が容疑をかけられた殺人事件の弁護団の責任者となる。
朝野 茂（あさの しげる）
市営団地で発生した殺人事件を担当した男性刑事。42歳のベテラン。森下ら3人を恫喝して自白を強要し、金子の同僚が彼のアリバイを証言すると撤回するように脅迫する。
川内 秀次（かわうち ひでつぐ）
市営団地で発生した殺人事件を担当した男性刑事。28歳。朝野の取り調べに同調して3人に自白を強要する。

## 書誌情報
- 塀内夏子 『勝利の朝』 小学館〈ヤングサンデーコミックス〉、全1巻
  1. 1993年2月発売、ISBN 4-09-151471-5
- 塀内夏子 『勝利の朝』 小学館〈小学館文庫〉、全1巻
  1. 2011年9月15日発売、ISBN 978-4-09-193029-3